# A Pedra Dereta
A Pedra Dereta es un campamento romano de Brañavara, Boal (Asturias). 

## Localización
Los vestigios del campamento militar romano de A Pedra Dereta se encuentran en una loma de 891 m s.n.m., dentro del tramo medio de la sierra de La Bobia, sobre el lugar de Brañavara, en el concejo de Boal y en lindero de términos con el concejo de Castropol. Está definido por una línea de terraplén agger que cierra un espacio de planta pseudo-rectangular con esquinas en giros curvos y una superficie de entre 8 y 9,5 ha. En la zona septentrional parece precedido por dos fosos fossa dúplex y en el lado oriental, que desciende a un collado, pudiera tener una prolongación angular, pero el mal estado de conservación dificulta su definición. Responde a la tipología de los castra aestiva, esto es, campamentos temporales o de marcha del ejército romano.

## Descripción
El análisis de las imágenes satelitales han permitido reconocer en la loma amplia, redondeada y de leves desniveles de A Pedra Dereta, situada en el tramo central de la sierra de La Bobia, al O de Brañavara (Boal) y lindante en su frente NO con términos del concejo de Castropol, un viejo y gran cierre topográfico cuya morfología se adscribe a la propia de los campamentos de campaña del ejército romano. Ese elemento está formado por un terraplén o caballete terrero de hasta un metro de altura -agger en la terminología castramental- que, con largos trazados rectilíneos unidos por ángulos curvos, envuelve con una planta pseudorectangular la meseta de la loma, aunque se prolonga por la ladera oriental en un pico triangular que alcanza una collada en la que se produce una surgencia hídrica. Cabe, incluso, que ese terraplén este precedido en su lado septentrional por un doble foso fossa dúplex o un foso simple en otros sectores. El recinto ronda las 10 ha de superficie interna.
La fisonomía de dichos elementos artificiales demarcadores y la forma y dimensiones del espacio albergado son los que caracterizan a la castrametación romana, de la que se conservan otros enclaves próximos a lo largo de la alineación orográfica con el cordal del Ouroso y su continuación hacia Lucus Augusti.
Por el emplazamiento, a casi 900 m de altitud, en un paraje de alta sierra y por sus características constructivas el campamento debió tener un uso estacional conforme al modelo de los castra-aestiva, previsiblemente vinculado con los movimientos de tropas durante las guerras astur-cántabras y la subsiguiente ocupación del NO peninsular.